# Roberto Bertolini
Roberto Bertolini (ur. 9 października 1985) – włoski lekkoatleta specjalizujący się w rzucie oszczepem.
W 2009 zajął dziewiąte miejsce podczas igrzysk śródziemnomorskich oraz odpadł w eliminacjach uniwersjady w Belgradzie. Bez powodzenia startował w mistrzostwach Europy w 2016 oraz w 2018 roku. Srebrny medalista igrzysk śródziemnomorskich z 2018 roku.
Medalista mistrzostw Włoch i reprezentant kraju w drużynowych mistrzostwach Europy, pucharze Europy oraz w pucharze Europy w rzutach. 
Rekord życiowe:  81,68 (7 lipca 2017, Nembro). 

## Osiągnięcia
| Rok  | Impreza                                 | Miejsce                    | Lokata            | Wynik |
| ---- | --------------------------------------- | -------------------------- | ----------------- | ----- |
| 2008 | Superliga pucharu Europy                | Annecy                     | 4. miejsce        | 74,56 |
| 2009 | Superliga drużynowych mistrzostw Europy | Leiria                     | 12. miejsce       | 67,37 |
| 2009 | Igrzyska śródziemnomorskie              | Pescara                    | 9. miejsce        | 70,16 |
| 2009 | Uniwersjada                             | Belgrad                    | el. – 24. miejsce | 66,84 |
| 2011 | Superliga drużynowych mistrzostw Europy | Sztokholm                  | 6. miejsce        | 72,07 |
| 2015 | Zimowy puchar Europy w rzutach          | Leiria                     | 3. miejsce        | 70,24 |
| 2016 | Mistrzostwa Europy                      | Amsterdam                  | el. – 13. miejsce | 80,58 |
| 2017 | Puchar Europy w rzutach                 | Las Palmas de Gran Canaria | 2. miejsce        | 78,78 |
| 2018 | Igrzyska śródziemnomorskie              | Tarragona                  | 2. miejsce        | 74,81 |
| 2018 | Mistrzostwa Europy                      | Berlin                     | el. – 26. miejsce | 71,94 |
| 2019 | Puchar Europy w rzutach                 | Šamorín                    | 5. miejsce        | 72,31 |